# تنها شجاعان
تنها شجاعان (انگلیسی: Only the Brave) یک فیلم درام و بیوگرافی آمریکایی محصول ۲۰۱۷ به کارگردانی جوزف کوشینسکی و نویسندگی کن نولان و اریک وارن سینگر است. که بر اساس مقاله جی‌کیو نوشته شان فلین است. این فیلم داستان کوه گرانیتی را روایت می‌کند، یک خدمه نخبه متشکل از آتش نشانان از پرسکات، آریزونا که ۱۹ نفر از ۲۰ عضو خود را در حین مبارزه با آتش‌سوزی یارنل هیل در ژوئن ۲۰۱۳ از دست دادند و به یاد آنها تقدیم شده‌است. بازیگران اصلی فیلم جاش برولین، جیمز بج دیل، جف بریجز است. مایلز تلر، الکس راسل، تیلور کیچ، بن هاردی، تاد لاکینبیل، جف استالتز، اسکات هیز، اندی مک داول و جنیفر کانلی.

## خلاصه داستان
جنوب غربی ایالات متحده در معرض خشکسالی های طولانی مدت بوده است که منجر به مجموعه ای از آتش سوزی های جنگلی شده است. اریک مارش، ناظر آتش‌نشانی پرسکات، آریزونا به یک اختلال مربوط به آتش‌سوزی جنگلی که به شهر نزدیک می‌شود پاسخ می‌دهد، اما بدون خدمه آتش‌سوزی قانونی برای مهار آتش، هیچ راهی برای متوقف کردن آتش وجود ندارد. پس از آن، آتش سوزی یارانه می دهد و به شهر نمی رسد.
در همین حال، یک طرد شده بیست و یک ساله به نام برندن مک دونا یک مامور آزاد است، با سوء مصرف مواد سر و کار دارد و متوجه می شود که دوست دختر سابقش باردار است. برندان پس از دستگیری به دلیل سرقت، از زندان آزاد می شود، اما از خانه مادرش اخراج می شود. برندن با اریک ملاقات می‌کند، که پیشنهاد می‌کند زندگی رو به زوال خود را با تست زدن با دیگر کارآموزان بازسازی کند تا یک خدمه داغ تشکیل دهد. پس از چند روز آموزش، آزمون آزمایشی با موفقیت انجام می شود و خدمه به عنوان یک خدمه هات شات گواهی می گیرند و نام گروه خود را کوه گرانیت می گذارند.
با شروع فصل آتش سوزی، خدمه هات شات چندین آتش سوزی را مهار می کنند و در یک لحظه، درخت عرعر افسانه ای تمساح را نجات می دهند. پس از اینکه برندان توسط یک مار زنگی وحشی گزیده شد، در بیمارستان بستری شد. پس از آزادی، او به اریک توضیح می دهد که می خواهد یک جابجایی شغلی برای گذراندن زمان بیشتری با دخترش داشته باشد، اما اریک توضیح می دهد که کسانی که گذشته بحث برانگیز دارند شانس کمی برای موفقیت در چنین نقل و انتقالاتی خواهند داشت. همسر اریک، آماندا، از شوهرش به خاطر دوری طولانی مدت ناراحت است و تمایل آنها برای تشکیل خانواده واقعی متوقف شده است.
خدمه هات شات اکنون برای یک چالش یک عمر، آتش سوزی یارنل هیل آماده می شوند. اریک اعلام می‌کند که از نقش خود به‌عنوان ناظر آتش‌نشانی استعفا می‌دهد و پس از منقضی شدن این آتش‌سوزی بزرگ، باتوم را از جسی استید می‌گذراند. خدمه یک سوختگی کنترل شده را جمع آوری می کنند، اما یک هلیکوپتر آبی آن را با آتش سوزی اشتباه می گیرد و به جای آن آب را روی آن می ریزد، بنابراین آتش سوزی واقعی را از دست می دهد. اریک از برندان می‌خواهد عقب نشینی کند و به عنوان یک مرد دیده‌بان خدمت کند.
باد شروع به تند شدن می کند و به طور نامنظمی به آتش سوزی دامن می زند. خدمه چاره‌ای جز پنهان شدن در پناهگاه‌های آتش‌نشانی ندارند، که ثابت می‌کند چون گرما از 2000 درجه فرهیت عبور می‌کند و خدمه را از نظر فنی شکست می‌دهد. یک هلیکوپتر پزشکی به محل حادثه می رسد، جایی که تأیید می شود که تمام 19 مرد خدمه بخار شده و به خاکستر تبدیل شده اند. برندان پس از اطلاع از سقوط رفقایش ویران شده و بر گناه بازمانده غلبه می کند، اما خدمه داغ دیگری که شناخته شده است، زودتر او را گرفته و برندان را تثبیت کرده اند.
برندان به مدرسه راهنمایی برده می‌شود، جایی که خانواده به دنبال پناه بردن هستند، اما یاد می‌گیرند که عزیزانشان که برای خدمه هات‌شات خدمت می‌کردند، اکنون تاریخ هستند. برندان طوفان می کند و می زند، اما آماندا مداخله می کند تا برندان را آرام کند.
سه سال بعد، برندان و دخترش درخت عرعر را با یادگاری هایی از خدمه سقوط کرده بازدید می کنند.

## بازیگران
- تیلور کیچ
- جاش برولین
- جنیفر کانلی
- اندی مک‌داول
- مایلز تلر
- جف بریجز
- جف استالتس
- جیمز بج دیل